# Aramuniq
Aramuniq fou una antiga ciutat armènia al districte de Kotayk.
La seva importància deriva de ser el lloc de naixement del patriarca David I d'Aramuniq (728-741). Els patriarques residien a Dvin, però David I, considerant que la ciutat estava esdevenint una vila musulmana i era la residència dels emirs o governadors àrabs i, per tant, no era segura, va decidir traslladar la residència a la seva vila natal, el que va marcar el començament de la decadència de Dvin.